# Peenehagen
Peenehagen är en kommun i Landkreis Mecklenburgische Seenplatte i förbundslandet Mecklenburg-Vorpommern i Tyskland.
Kommunen bildades den 1 januari 2012 genom en sammanslagning av de tidigare kommunerna Groß Gievitz, Hinrichshagen och Lansen-Schönau.
Kommunen ingår i kommunalförbundet Amt Seenlandschaft Waren tillsammans med kommunerna Grabowhöfe, Groß Plasten, Hohen Wangelin,  Jabel, Kargow, Klink, Klocksin, Moltzow, Schloen-Dratow, Torgelow am See och Vollrathsruhe.